# El regreso del Sobreviviente
El regreso del sobreviviente es el segundo álbum de estudio como solista del puertorriqueño Wisin, integrante del dúo Wisin & Yandel. Fue lanzado mundialmente a la venta el 18 de marzo de 2014 y el 25 de marzo de 2014 en los Estados Unidos.
El álbum contiene colaboraciones con otros artistas de reguetón como Tempo, Zion, Cosculluela, Gocho y Jory, además de artistas de otros géneros musicales, como Michel Teló, Sean Paul, Pitbull, Chris Brown, Franco De Vita, Jennifer Lopez, Ricky Martin y 50 Cent.
Como parte de la promoción, el 4 de octubre de 2013 se lanzó el primer sencillo del álbum, «Que viva la vida». El sencillo logró el primer puesto del Billboard Latin Airplay y del Billboard Latin Rhythm Airplay. Wisin lanzó una segunda versión del sencillo, una versión remix a dúo con el cantante brasileño Michel Teló. El video musical fue grabado en el desierto de Palmdale (California) y fue dirigido por Jessy Terrero. El 25 de febrero de 2014 se lanzó el segundo sencillo del álbum que se tituló «Adrenalina» a dúo con Jennifer Lopez y Ricky Martin. Ocupó el segundo puesto del Billboard Hot Latin Songs y el tercer puesto del Billboard Latin Pop Songs. El video musical se grabó en Hollywood, fue dirigido por nuevamente por Jessy Terrero y se estrenó el 3 de marzo en el canal VEVO del cantante.

## Promoción

### Sencillos
El 4 de octubre de 2013 se lanzó oficialmente el primer sencillo del álbum que se tituló «Que viva la vida». El 26 de noviembre de 2013 se lanzó una versión remix junto al cantante brasileño Michel Teló. El sencillo ocupó el primer puesto del Billboard Latin Airplay y del Billboard Latin Rhythm Airplay. El video musical se estrenó el 22 de octubre de 2013 en el programa Primer Impacto y finalmente en el canal VEVO del cantante. El video fue filmado en el desierto de Palmdale, California, bajo la dirección del director de Hollywood, Jessy Terrero. El sencillo recibió disco de oro en México, por parte de la Asociación Mexicana de Productores de Fonogramas y Videogramas (AMPROFON), por la venta de 30 000 copias. También fue certificado disco de oro en Venezuela, por parte de la Asociación Venezolana de Intérpretes y Productores de Fonogramas 
(AVINPRO), por la venta de 15 000 copias.
El 25 de febrero de 2014 se lanzó el segundo sencillo del álbum, se tituló «Adrenalina», una colaboración junto al cantante puertorriqueño Ricky Martin y la cantante estadounidense Jennifer López. El sencillo ocupó el segundo puesto del Billboard Hot Latin Songs y el tercer puesto del Billboard Latin Pop Songs. Además alcanzó el puesto noventa y cuatro del Billboard Hot 100. El video musical se grabó en Hollywood y fue dirigido por Jessy Terrero, se estrenó el 3 de marzo en el canal VEVO del cantante. El sencillo recibió disco de oro en México, por parte de Asociación Mexicana de Productores de Fonogramas y Videogramas (AMPROFON), por la venta de 30 000 copias.

### Tour
The Power and Love Tour fue la gira que se llevó a cabo junto al cantante Prince Royce por Latinoamérica para promover los álbumes de estudio de ambos artistas.
| Fecha                    | Ciudad           | País   | Lugar                      |
| ------------------------ | ---------------- | ------ | -------------------------- |
| 19 de septiembre de 2014 | Villahermosa     | México | Teatro al aire libre       |
| 20 de septiembre de 2014 | Mérida           | México | Coliseo Yucatán            |
| 21 de septiembre de 2014 | Cancún           | México | Estadio Beto Ávila         |
| 22 de septiembre de 2014 | Zacatecas        | México | Teatro del pueblo          |
| 25 de septiembre de 2014 | Ciudad de México | México | Auditorio Nacional         |
| 26 de septiembre de 2014 | Tijuana          | México | Estadio Caliente           |
| 27 de septiembre de 2014 | Monterrey        | México | Arena Monterrey            |
| 9 de octubre de 2014     | Puebla           | México | Centro Expositorio         |
| 10 de octubre de 2014    | Coatzacoalcos    | México | Centro se Convenciones     |
| 11 de octubre de 2014    | Querétaro        | México | Plaza de Toros Santa María |
| 14 de octubre de 2014    | Guadalajara      | México | Auditorio Benito Juárez    |

## Recepción

### Crítica
Thom Jurek del sitio web Allmusic argumenta que el álbum contiene dos sencillos lanzados previamente, los cuales siguen permaneciendo en las listas musicales latinas. Agrega que el álbum «esta lleno de colaboraciones» y agrega sobre la canción «Baby Danger», junto al cantante Sean Paul, que «si hubiera un candidato para un tercer sencillo, es este».

## Lista de canciones
- Edición estándar

| El regreso del sobreviviente |                                                  |                                                                                           |          |  |
| N.º                          | Título                                           | Escritor(es)                                                                              | Duración |  |
| 1.                           | «El Sobreviviente (Intro)» (Con 50 Cent)         | Curtis Jackson / Juan Luis Morera / Carlos E. Ortiz                                       | 3:32     |  |
| 2.                           | «Mucho bajo»                                     | Víctor Cabrera / Juan Luis Morera / William Ríos / Francisco Saldaña                      | 3:49     |  |
| 3.                           | «Adrenalina» (Con Jennifer Lopez y Ricky Martin) | Jennifer Lopez / Ricky Martin / Juan Luis Morera / Carlos E. Ortiz / Jose Torres          | 3:49     |  |
| 4.                           | «Adicto»                                         | Víctor Cabrera / Juan Luis Morera / Francisco Saldaña                                     | 3:48     |  |
| 5.                           | «Heavy, Heavy» (Con Tempo)                       | David Sánchez Badillo / Juan Luis Morera / William Ríos / Francisco Saldaña               | 3:56     |  |
| 6.                           | «Candente»                                       | Juan Luis Morera / Eli Palacios / Giencarlos Rivera / Jonathan Rivera / Gabriel Rodríguez | 4:01     |  |
| 7.                           | «Control» (Con Chris Brown y Pitbull)            | Chris Brown / Juan Luis Morera / Carlos E. Ortiz / Armando C. Pérez                       | 4:49     |  |
| 8.                           | «Amor, amor»                                     | Juan Luis Morera / Luis Ángel O'Neill / Carlos E. Ortiz                                   | 4:13     |  |
| 9.                           | «Baby danger» (Con Sean Paul)                    | Ryan Francis Henriques / Juan Luis Morera / Luis Ángel O'Neill / Carlos E. Ortiz          | 4:10     |  |
| 10.                          | «Que viva la vida»                               | Víctor Delgado / Juan Luis Morera / Eli Palacios / Gabriel Rodríguez / Francisco Saldaña  | 3:19     |  |
| 11.                          | «Te extraño» (Con Franco de Vita)                | José Gómez / Juan Luis Morera / Carlos E. Ortiz                                           | 5:02     |  |
| 12.                          | «Tu cuerpo pide» (Con Zion)                      | Juan Luis Morera / Carlos E. Ortiz / Felix Ortiz                                          | 4:34     |  |
| 13.                          | «Que viva la vida (Remix)» (Con Michel Teló)     | Victor Delgado / Juan Luis Morera / Eli Palacios / Gabriel Rodríguez / Francisco Saldaña  | 3:19     |  |
| 52:21                        |                                                  |                                                                                           |          |  |

- Edición deluxe

| El regreso del sobreviviente (Deluxe Edition) |                               |                                                                                              |          |  |
| N.º                                           | Título                        | Escritor(es)                                                                                 | Duración |  |
| 14.                                           | «Piel con piel»               | Juan Luis Morera / Carlos E. Ortiz                                                           | 3:26     |  |
| 15.                                           | «Presión» (Con Cosculluela)   | José F. Cosculluela / Marco Masis / Juan Luis Morera                                         | 4:06     |  |
| 16.                                           | «Control» (Versión sólo)      | Juan Luis Morera / Carlos E. Ortiz                                                           | 4:49     |  |
| 17.                                           | «Claro» (Con Jory)            | Juan Luis Morera / Carlos E. Ortiz / Fernando Sierra                                         | 3:45     |  |
| 18.                                           | «Si te vas» (Con Gocho)       | Juan Luis Morera / Jose 'Gocho' Torres / Carlos E. Ortiz                                     | 4:54     |  |
| 19.                                           | «Baby danger» (Versión sólo)  | Ryan Francis Henriques / Juan Luis Morera / Luis Ángel O'Neill / Carlos E. Ortiz / Sean Paul | 4:11     |  |
| 20.                                           | «Heavy, heavy» (Versión sólo) | David Sánchez Badillo / Juan Luis Morera / William Ríos / Francisco Saldaña                  | 3:43     |  |
| 01:05:42                                      |                               |                                                                                              |          |  |

## Posicionamiento

### Semanales
| País           | Compañía  | Lista                | Mejor posición |
| 2014           | 2014      | 2014                 | 2014           |
| -------------- | --------- | -------------------- | -------------- |
| Estados Unidos | Billboard | Top Latin Albums     | 3              |
| Estados Unidos | Billboard | Top Rap Albums       | 9              |
| Estados Unidos | Billboard | Billboard 200        | 50             |
| México         | AMPROFON  | Top 20 Álbumes       | 1              |
| México         | AMPROFON  | Top 100 Álbumes      | 74             |
| Venezuela      | AVINPRO   | Top 100 Álbumes      | 4              |
| Japón          | Oricon    | Japón Álbumes Charts | 218            |

### Mensuales
| País      | Compañía | Lista           | Mejor posición |
| 2014      | 2014     | 2014            | 2014           |
| --------- | -------- | --------------- | -------------- |
| Argentina | CAPIF    | Ranking mensual | 9              |

### Anuales
| País           | Compañía  | Lista            | Mejor posición |
| 2014           | 2014      | 2014             | 2014           |
| -------------- | --------- | ---------------- | -------------- |
| Estados Unidos | Billboard | Top Latin Albums | 17             |

## Créditos y personal

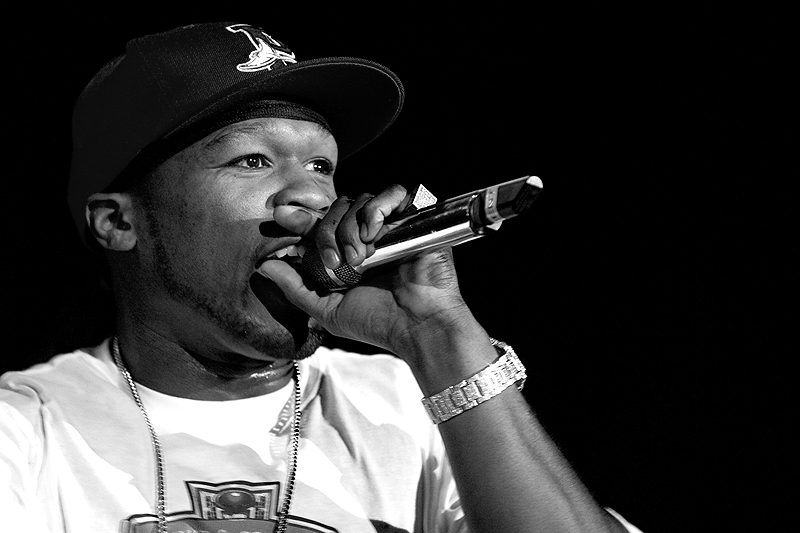
El rapero 50 Cent realizó la introducción del álbum junto a Wisin.

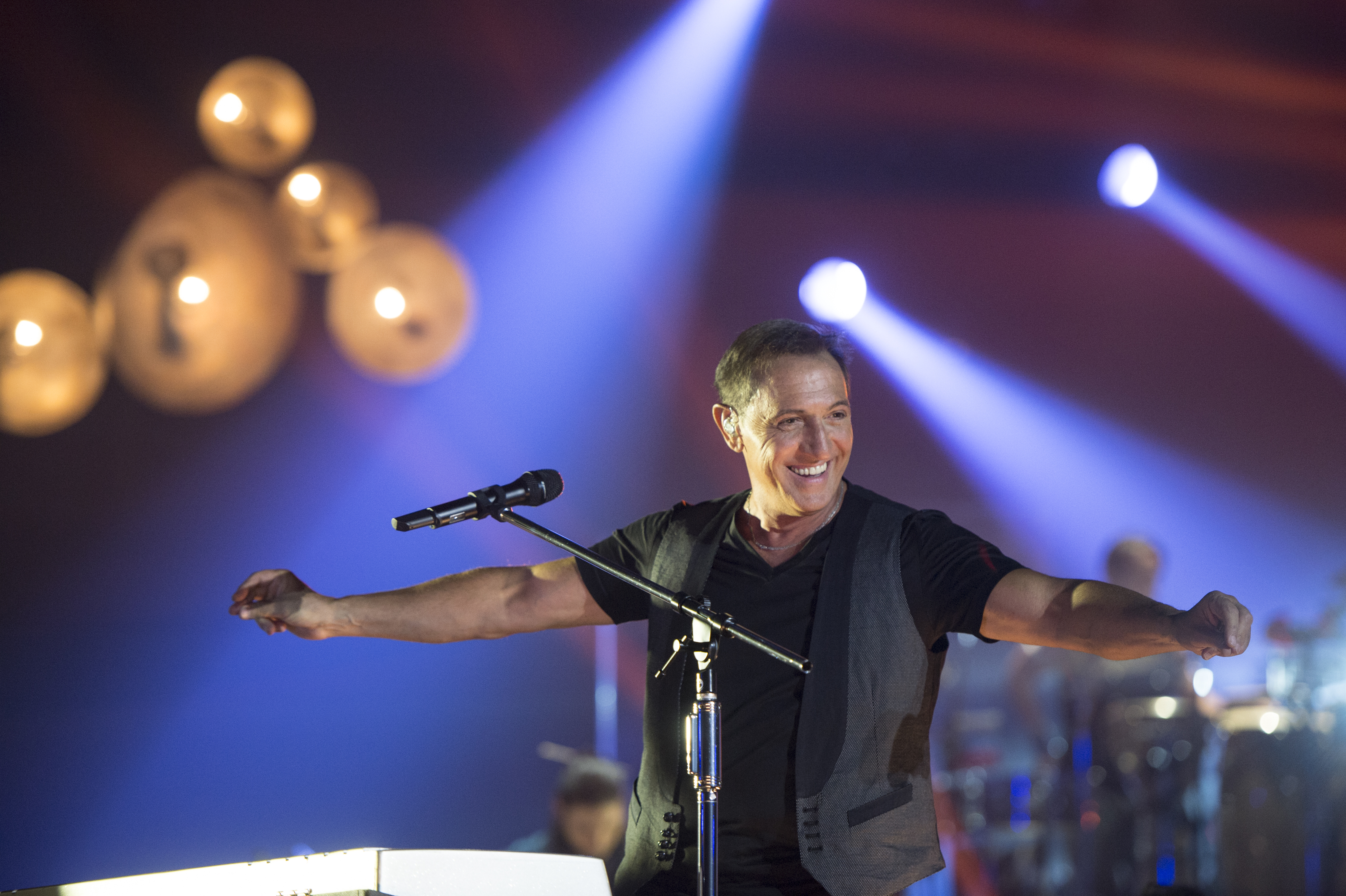
Wisin interpretó junto a Franco de Vita el tema «Te extraño».

Créditos por El regreso del sobreviviente:
- Wisin - Artista primario
- 50 Cent - Artista invitado
- David Sánchez Badillo - Compositor
- Chris Brown - Compositor, artista invitado
- David Cabrera - Ingeniero de sonido, productor vocal
- Victor Cabrera - Compositor
- Pedro Ortiz Coparropa - Asistente de ingeniería
- Raúl Cosculluela - Director creativo
- José Cotto - Ingeniero de sonido, mezcla
- Franco de Vita - Artista invitado
- Victor Delgado - Compositor
- Jorge Fonseca - A&R
- José Gómez - Compositor
- Ryan Francis Henriques - Compositor
- Curtis James Jackson - Compositor
- Jaycen Joshua - Mezcla
- Chris Jeday - Productor
- Jennifer Lopez - Compositora, artista invitada
- Luny Tunes - Productor
- Madmusick - Productor
- Ricky Martin - Compositor, artista invitado, coros
- Juan Luis Morera - Compositor, productor ejecutivo
- Norgie Noriega - Asistente de ingeniería, ingeniero de sonido
- Luis Ángel O'Neill - Compositor
- Carlos E. Ortiz - Compositor
- Felix Ortiz - Compositor
- Luis Enrique Ortiz - Asistente de producción
- Eli Palacios - Compositor
- Sean Paul - Compositor, Artista invitados
- Wesslie Péndola - Asistente de ingeniería
- Armando C. Perez - Compositor
- Pitbull - Artista invitado
- El Predikador - Productor
- William Ríos - Compositor
- Giencarlos Rivera - Compositor
- Jonathan Rivera - Compositor
- Andy Rodríguez - Asistente de ingeniería
- Gabriel Rodríguez - Compositor
- Francisco Saldaña - Compositor, ingeniero de sonido, mezcla
- Michel Teló - Artista invitado
- Tempo - Artista invitado
- Jose Torres - Compositor
- Manuel Vélez - Fotografía
- Zion - Artista invitado
- Jory Boy - Artista invitado

## Certificaciones
| País   | Organismo certificador | Certificación | Ventas certificadas | Ref.   |
| ------ | ---------------------- | ------------- | ------------------- | ------ |
| México | AMPROFON               | Oro           | 30 000              | [ 34 ] |

## Historial de lanzamiento
- Edición estándar

| País           | Fecha               | Formato              | Discográfica |
| -------------- | ------------------- | -------------------- | ------------ |
|                | 18 de marzo de 2014 | CD, Descarga digital | Sony Music   |
| Estados Unidos | 25 de marzo de 2014 | CD, Descarga digital | Sony Music   |